# 2009 인천세계도시축전
2009 인천세계도시축전(二千九 仁川世界都市祝典, Global Fair & Festival 2009 Incheon, Korea)은 2009년 8월 7일부터 10월 25일까지 인천광역시 연수구 송도동 소재 송도컨벤시아에서 개최된 도시 박람회이다. 당초 엑스포로 개최하려 했으나, 국제 박람회 기구 측이 2010년 중화인민공화국 상하이에서 개최되는 엑스포와 주제가 같고, 기간이 공인 엑스포와 같아 행사 명칭을 변경할 것을 대한민국 정부에 요청하여 조직위원회는 명칭을 엑스포에서 축전으로 바꾸고, 세계 주요 도시들과 함께 다국적 기업도 유치하기로 하였다. 10월 25일에 폐막식을 거행하면서 이 행사는 종료되었다.

## 개요
- 공식명칭 : 2009 인천세계도시축전
- 기간 : 2009년 8월 7일 ~ 10월 25일 (80일간)
- 장소 : 송도국제도시 제3공구 일대, 센트럴 파크, 투모로우 시티, 송도컨벤시아 이외의 인천 전역
- 주제 : 내일을 밝히다
- 슬로건 : 빛나는 내일
- 주최 : 인천광역시
- 주관 : 인천세계도시축전조직위원회
- 후원 : 교육과학기술부, 외교통상부, 행정안전부, 문화체육관광부, 지식경제부, 보건복지가족부, 환경부, 국토해양부, 소방방재청, 산림청, 녹색성장위원회, 국가브랜드위원회
- 관람시간
  - 8월 7일 ~ 9월 20일 : 9:30 ~ 22:00
  - 9월 21일 ~ 10월 25일 : 9:30 ~ 20:00(평일), 9:30 ~ 22:00(주말, 휴일)

## 관련 기사
- ‘인천세계도시축전’으로 불러주세요, 세계일보, 2008년 4월 15일.
- 2009년 8월 7일 개막 인천세계도시축전… 78개 행사 확정, 서울경제신문, 2008년 8월 5일.
- 인천도시축전장에 경비행기추락..1명사망, 연합뉴스, 2009년 9월 27일.